# ゴンドール
ゴンドール（Gondor）は、J・R・R・トールキンが創作した中つ国を舞台とする伝説体系に登場する架空の王国であり、第三紀末の中つ国における西方人のもっとも偉大な国家とされる。『指輪物語』の第三部「王の帰還」では、ゴンドールにおける指輪戦争での出来事と戦後の王国の復古が大きく関わってくる。王国の歴史は、同「追補編」で概説されている。
ゴンドールは、ヌーメノールの島の崩壊を逃れたイシルドゥルとアナーリオンの兄弟によって建国され、北方のアルノールとならぶ南方王国、西方人の最後の本拠地として機能した。初期の拡大の時代を過ぎると、ゴンドールは第三紀を下るにつれて衰退の時代に入り、内戦や冥王サウロンの同盟者との戦いを通してしだいに弱体化してゆく。やがて指輪戦争の頃にはゴンドールの玉座は空位となっていたが、諸侯は王権を代行する執政に従うことで不在の王を尊重し続けていた。ゴンドールの覇権と繁栄は、サウロンの最終的な敗北とアラゴルンの戴冠によって取り戻されることとなる。
ゴンドールの歴史と地理は、トールキンが初期のコンセプトをベースとして『指輪物語』を執筆しその伝説体系を拡張してゆくなかで生み出されていったものである。評論家は、教養があるが生気に乏しいゴンドールの執政と、トールキンが好んだアングロ・サクソン人をモデルとした簡素ながら活発なローハンの指導者たちとの対比を特筆する。また、研究者はノルマン人、古代ローマ、ヴァイキング、ゴート族、ランゴバルド人、そしてビザンツ帝国といった現実の歴史上の存在とゴンドールとの相似に注目している。

## 作中の設定

### 語源
トールキンは、「ゴンドール」という国名をシンダール語で「石の国」を意味するように意図した。これは『指輪物語』作中で、ロヒルリムのなかでゴンドールが「ストニングランド」と呼ばれる点に反映されている。
トールキンの初期の執筆では、これはゴンドール人の高度に発達した石造建築に対する、素朴な隣人たちとの対比を示すものとされていた。この見方は、ドルーエダインがゴンドール人とミナス・ティリスを「石の家の人」「石の都」と呼んでいる点に補強される。トールキンは「ゴンドール」の名が古代エチオピアの城塞ゴンダールに由来するという推測を否定し、語根Ondは、彼が子供の頃に読んだなかにあった、ブリテン島におけるケルト以前の言葉として知られる僅か1、2の単語の一つである「ond（石）」から来たものとしている。
ゴンドールは「南方王国（South-kingdom、Southern Realm）」とも呼ばれ、アルノールとともにヌーメノーレアン（ヌーメノール人、ドゥーネダイン）の亡国の民の王国として並び称される。研究者ウェイン・G・ハモンドとクリスティナ・スカルは、ゴンドール（Gondor）をクウェンヤに翻訳すればオンドノーレ（Ondonórë）になるであろうと推測している。モルドールのオークは、ゴンドールの国人を「タルク（Tark）」（クウェンヤで「上の人」すなわちヌーメノーレアンを意味する「タルキル（tarkil）」に由来する）と呼んだ。

### 作中の地理

第三紀におけるゴンドール、ローハン、モルドールの国境地帯

ゴンドールの地理は、J・R・R・トールキンのスケッチに基づく息子クリストファ・トールキンによる『指輪物語』収録の地図に示されているほか、遺稿The Rivers and Beacon-Hills of Gondorや、「キリオンとエオル」（『終わらざりし物語』収録）、そして『指輪物語』作中で解説されている。ゴンドールは中つ国の西方、アンファラスとベルファラス湾の北岸に位置し、肥沃で人口の多いレベンニンには大河アンドゥインの三角州に近いペラルギルの大港がおかれ、北方では白の山脈（シンダリンではエレド・ニムライス、「白い角の山脈」）までを国土としている。アンドゥインの河口近くには、トルファラスの島がある。
ゴンドールの北西方にはアルノールがある。ゴンドールは北方で荒れ地の国とローハン、北東はリューン、東方は大河アンドゥインを越えたイシリエンの先にモルドール、南方は砂漠の先にハラドの北辺と境を接する。西方は大海である。
ローハンの西には広大なエネドワイスがあるが、トールキンの記述では、この地域をゴンドールの一部としているときとそうでないときがある。南ゴンドール、あるいはハロンドールと呼ばれる暑く乾燥した地帯は、指輪戦争の時期にはハラドの人間とのあいだで争われる「領有権係争地」であった。
白の山脈の南側には、ラメドンやゆたかな高地モルソンド、荒涼たるエレヒの丘が位置し、ミナス・ティリスのすぐ南には人口の多いロッサールナハの谷がある。ミナス・ティリスの河港は都市の少し南、アンドゥインがミナス・ティリスに接近するハルロンドにある。ラメドンとレベンニンの間はリングロー谷である。
白の山脈の北に位置するカレナルゾンもゴンドール領であったが、譲られてローハンの王国となった。北東方では、アンドゥインがエミュン・ムイルの丘陵を抜け、危険なサルン・ゲビルの早瀬からネン・ヒソエルの湖に至っている。湖の流入口はかつてゴンドールの北の国境であって、侵入者に警告を与える2人の王の巨大な彫像すなわちアルゴナスの門が作られた。湖の南端には西と東の両岸にアモン・ヘン（視る山）とアモン・ラウ（聴く山）の2つの山があり、アモン・ヘンの下に広がる芝生のパルス・ガレンでは、川を下ってきた指輪の仲間が船を降り、メリアドク・ブランディバック（メリー）とペレグリン・トゥック（ピピン）の捕縛やボロミルの討死を経て離散した。2つの丘のあいだには川の流れを二分する岩の小島トル・ブランディルがあり、ボロミルの葬送のボートが送られた巨大なラウロスの滝にいきつく。滝から川を下った先はエミュン・アルネンの丘陵である。

#### ミナス・ティリスの都
第三紀末におけるゴンドールの都は、白の山脈の東端、ミンドルルインの山の肩にあるミナス・ティリス（シンダール語で「守護の塔」）である。中枢の城塞に建っている都でもっとも象徴的な建築に由来して、しばしば「白の塔」とも呼ばれる。王の空位のため、都の支配者でもある王国の統治者の役割はゴンドールの執政が果たしていた。この他、療病院の院長や鍵鑰主管長といった地位が存在した。鍵鑰主管長の役儀は都市（特に城門）、そして宝物庫なかんずくゴンドールの王冠の守りであり、モルドールへの攻撃が行われた際（黒門の戦い）には都を指揮下においていた。

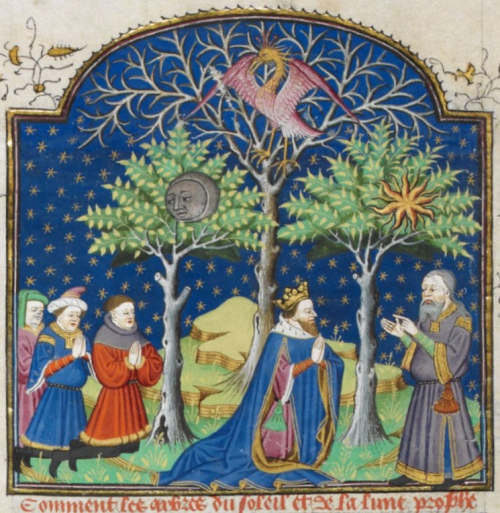
ゴンドールの枯れた白の木は、中世ヨーロッパの伝説に現れる枯れた木と比較されてきた。画像は中世1444/45年頃の写本に描かれた、太陽と月をつけた木のあいだに立つ枯れた木（中央）で、フェニックスが止まっている。枯れた木とフェニックスは、ともに復活と新生を象徴している。

白の塔が面する噴水広場には、ゴンドールの象徴である白の木が立っていた。執政により統治されていた何世紀の間にもわたり、白の木は枯れたままになっていたが、アラゴルンが王位に就くにあたって新たに発見した苗木を持ち込んだ。この木についてジョン・ガースは、14世紀のジョン・マンデヴィルの『東方旅行記』に記された枯れた木から着想を得ていると書いている。この「旅行記」の記述では、枯れた木はキリストの磔刑以来枯れたままであり、「その下で世界の西方の公子（a prince of the west side of the world）がミサを歌う（sing a mass）であろう」時に再び花をつける、そして木のつけたりんごは人々に500年の命を与える、という。
トールキンが画家ポーリン・ベインズに与えた地理についてのメモでは、ミナス・ティリスはアドリア海沿岸のイタリア都市ラヴェンナと同じ緯度に位置するが、「ホビット庄から900マイル東、ベオグラードの近辺」にあたる、とされている。

#### ドル・アムロス

ドル・アムロスの旗印（作中の記述に基づくイメージ）

ドル・アムロス（シンダール語で「アムロスの丘」）は、ゴンドールの南海岸、ベルファラス湾に西向きの突き出た半島に位置する城塞都市で、ゴンドールで五指に入る大都市にしてガラドール大公を始祖とする大公領の首府の座にある港市である。『トム・ボンバディルの冒険』収録の滑稽詩「月に住む男 軽薄の巻」では、ある夜に月に住む男が「風吹きすさぶベル湾」に落ちる。彼の落下は海に面した塔（ドル・アムロスの塔ティリス・イーアー）で鳴る鐘によって喧伝され、そして街の宿で回復する。
統治者であるドル・アムロスの大公は、ゴンドールの主権下にある。大公の領地の境界ははっきりとされていないが、ベルファラスは大公の領地であり、地図上のベルファラスの東側に「ドル＝エン＝エルニル」（公子の国）と記されている。「王の帰還」におけるドル・アムロスの大公イムラヒルは、ゴンドールの執政家とローハンの王家の双方と婚姻による縁戚関係にある。彼は執政デネソール2世の妻フィンドゥイラスの弟にしてその子ボロミルとファラミルの叔父にあたり、ローハンの王セーオデンの親戚（セーオデンの妻モルウェンの父はイムラヒルの縁者）にしてエーオメルの妻ロシーリエルの父である。イムラヒルのもとミナス・ティリスに馳せ参じた軍勢は、ゴンドール後背地からの援軍のなかでも最大の部隊であり、彼はミナス・ティリスの防衛戦で重要な役割を果たした。ドル・アムロスの大公の軍勢は、「青地に銀」の「青い水に白鳥のように白い船が浮かぶ」旗印を用いた。
フィンドゥイラスのようにヌーメノーレアンの末裔も残っており、いまだにエルフ語を用いていた。トールキンは街の岸壁について記述し、ベルファラスを大公の「広大な領地」と表現した。イムラヒル大公の居城は海に面し、トールキンはイムラヒルを「高貴な血を受け、その一族郎党もまた海灰色の目をした、背の高い堂々とした男たち」だったとしている。土地の伝承は大公家の祖先であるヌーメノーレアンのイムラゾールがエルフと結ばれたと主張するが、いずれにせよ大公家の人間はなお死すべき定めのもとにあった。

### 作中における歴史

#### ヌーメノール以前
この地域の先住民は、第一紀に到着した人間の狩猟採集民であるドルーエダインであった。彼らは後代になると開拓民に追いやられ、白の山脈の北東部にあるドルーアダンの森の松林に住み着くようになった。次の住民は、白の山脈に住み着き、山々の人間たちと呼ばれた。彼らがやしろ岡に作り上げた、白の山脈を南北につらぬく地下施設は、後代には死者の道として知られるようになった。彼らは暗い時代にはサウロンの支配下に入っている。前ヌーメノーレアン時代の言語の断片は、後代になってもエレヒ、アルナハ、ウンバールといった地名に残っている。

#### ヌーメノーレアンの王国
第二紀の中頃には、ゴンドールの海岸地方は広くヌーメノーレアン、特にエルフの友エレンディルを慕う者たちの植民地となる。彼の息子イシルドゥルとアナーリオンの兄弟はヌーメノールの没落後にゴンドールに到着し、共にゴンドールの王国を打ち立てた。イシルドゥルは美しき木ニムロス（シンダール語nim（「白」）とloth（「花」）から構成される名）を携えていたが、この木とその子孫はやがてゴンドールの白の木と呼ばれるようになり、王の紋章の意匠となった。北方にアルノールを建てたエレンディルは、全ドゥーネダインの上級王となった。イシルドゥルはミナス・イシル（シンダール語で「月の出の塔」）を、アナーリオンはミナス・アノール（シンダール語で「日の没りの塔」）を建てた。
ヌーメノールの没落を逃れてひそかにモルドールへと帰還したサウロンは、すぐにヌーメノーレアンの両王国との戦いに突入した。サウロンはミナス・イシルを奪ったが、イシルドゥルは逃れて船でアルノールへ救援を求め、その間アナーリオンはオスギリアスの都を守り通した。エレンディルはエルフの上級王ギル＝ガラドとの間にエルフと人間の最後の同盟を結び、イシルドゥルとアナーリオンとともにモルドールを攻撃して打ち破った。サウロンもまた敗北したが、イシルドゥルが一つの指輪を破壊しなかったために消滅しなかった。
エレンディルとアナーリオンがともに戦いのなかで討ち死にしたため、イシルドゥルはゴンドールの統治をアナーリオンの子メネルディルに委ね、自身はゴンドールを含むドゥーネダインの上級王の地位に就いた。だが、イシルドゥルと彼の息子のうち年上の兄弟3人はあやめ野でオークに討ち取られる。イシルドゥルの残った末息子ヴァランディルは父に由来するゴンドールの継承権を主張しようとはせず、ゴンドールの王国は王統が絶えるまでメネルディルとその子孫に受け継がれた。

#### 第三紀前半、そして執政統治へ

ゴンドールの執政の印章（作中の記述に基づくイメージ）

第三紀の初頭、ゴンドールは勝利と繁栄のもとにあり、モルドールへの警戒も維持されていたが、平和は東夷の侵攻によって終わりを告げる。ゴンドールは強力な海軍を作り上げ、黒きヌーメノーレアンから南方のウンバールの港を奪取して、大きな富を得た。
だが時代が下るにつれ、モルドールへの監視は忘れ去られ、内戦が生じ、ウンバールはゴンドールの支配から離れた。ハラドの王たちが強大化すると、南方で戦いが生じた。大悪疫が人口を急速に減少させ、首都はオスギリアスから影響が少なかったミナス・アノールに遷されて、モルドールとの国境をなす山々には悪しき生き物が戻ってきた。東夷の一派である馬車族との戦いを経て、ついにゴンドールの王統は絶えた。そのあいだに指輪の幽鬼がミナス・イシルを奪って「呪魔の塔」を意味するミナス・モルグルへと呼び名を変え、ミナス・アノールもミナス・ティリスへと改名されていまや穢された対の街を常に監視するようになった。
王統が絶えたあと、ゴンドールは幾世代にもわたって執政が統治したが、その権力と世襲の地位にもかかわらず、彼らはけして王と認められることはなく、玉座につくこともなかった。幾度にもわたり悪しき軍勢の攻撃を受けたのち、イシリエンとオスギリアスの街は放棄された。とはいえ、指輪戦争の時期までにアラゴルンがソロンギルの仮名で指揮したゴンドールの軍勢がウンバールを攻撃して海賊艦隊を撃滅したことで、執政デネソール2世はモルドールへの対応に専念できるようになった。

#### 指輪戦争と再建

ペレンノール野の合戦

デネソールは息子ボロミルを裂け谷に送り、迫る戦いのために助言を求めた。ボロミルはエルロンドの会議で一つの指輪を実見し、ゴンドールを守る武器として使うことを提案する。だがエルロンドは指輪の使用の危険を説明して反駁するとともに、ホビットのフロド・バギンズを指輪の運び手としてボロミルを含む旅の仲間を編成し、指輪を破壊する旅へと送り出した。
力を増したサウロンはオスギリアスを攻撃し、守備隊を追い払って彼らが守るアンドゥインの唯一残った橋を打ち壊した。ミナス・ティリスはウンバールの海賊艦隊を含むモルドールからの直接攻撃に直面する。旅の仲間の離散後、イシリエンを旅するフロドとサムワイズ・ギャムジーはボロミルの弟ファラミルに捕らわれ、一時は彼が維持するヘンネス・アンヌーンの隠れ洞窟に連行されながらも、旅を続けることを許された。アラゴルンは死者の道から山々の人間たちの亡霊を召集してウンバールの海賊を倒し、ドル・アムロスのようなゴンドール南方の諸国からの自由の民がミナス・ティリスを救援できるようにする。
ペレンノール野の合戦で、ミナス・ティリスの大門はアングマールの魔王が率いるサウロン軍によって打ち破られた。魔王は破城槌グロンドで大門を攻撃し、彼が「力と恐怖に満ち満ちた言葉」を叫ぶと「なにか爆破の呪文をぶつけられたかのように」「天をも焦がすような一閃の電光がひらめき、扉はずたずたに裂けた破片と」なった。魔王はガンダルフが待ちかまえる門に入りながらもローハンの騎馬軍が戦闘に加入するとすぐに去り、このロヒルリムの来援によってゴンドールはモルドールの攻撃を退けることができた。戦闘中にデネソールが死に、跡を継ぐべきファラミルも病臥していたため、イムラヒル大公がゴンドールの指揮を引き継いだ。
合戦ののち、ゴンドール軍の多くはイムラヒルの意見で守りに残されたが、指輪の破壊を目指すフロドの旅から目をそらすためアラゴルンが率いる少数の部隊がモルドールの黒門を攻撃した。指輪が破壊されたことでサウロンは敗れ去り、指輪戦争と第三紀は終わりを迎える。イシルドゥルの血を引くアラゴルンが都の入口で戴冠式を挙げ、ゴンドールとアルノール双方の王エレッサールと宣言された。

## コンセプトと創作過程
中つ国の後代に関して1930年代なかばにトールキンが最初に考えたヌーメノールの伝説に関するあらましの時点で、すでにゴンドールの大枠が含まれていた。1953年から翌年にかけて『指輪物語』の追補篇が書かれたのち、10年後になって第二版の発行を準備していたトールキンは、ゴンドールの内戦の原因となった出来事の記述をより詳細にし、ローメンダキル2世の摂政統治に関する記載を加えた。ゴンドールの歴史と地理に関する最終的な設定はトールキン晩年の1970年前後に作られ、この時に地名の由来の説明と、イシルドゥルの死の物語、馬車族やバルクホス族との戦いに関する物語の完成版が作り上げられた（『終わらざりし物語』として刊行）。
トールキンはドル・アムロスに早くからエルフの居住者がいたことを記述し、その初期の歴史について多く書き残している。ある原稿では、第一紀、エルダールとエダインが冥王モルゴスの力に圧倒された時代に、西方のべレリアンドの港から3隻の小さな船で海を渡ってきたシンダールの航海者によって港と小さな居住地が作られ、のちに海を求めてアンドゥインを下ったシルヴァン・エルフが加わったという。別の原稿では、港は第二紀に、灰色港で船作りを学んだリンドンのシンダール・エルフによって成立し、彼らはモルソンドの河口に定着したとされる。さらに別の案としては、第二紀の半ばにサウロンをエリアドールで破った後、ガラドリエルとともにロスローリエンからやってきたシルヴァン・エルフが住んだとか、第二紀にアムロスがここのナンドール・エルフを統治していたといったものもあった。
エルフたちは第三紀になっても、後のドル・アムロスに近いエゼルロンドの港から西方の不死の国ヴァリノールへの最後の船が出るまで住んでいた。第三紀初頭からロスローリエンの王であったアムロスは、モリアのドワーフが解き放ったバルログの恐怖から逃れようと王国を去ったナンドール・エルフの恋人ニムロデルを探し回り、ついには西方への航海のためエゼルロンドに留まった最後の船で彼女を待った。しかしアムロスを愛するのと同じくらい中つ国をも愛したニムロデルは、道中で姿を消し、アムロスのもとへ来なかった。そして大嵐によって船が外海へと吹き流されたある晩、アムロスは岸を目指して船から海に飛び込み、ついに消息を絶ったという。ニムロデルの侍女だったシルヴァン・エルフのミスレッラスは、後のドル・アムロスの大公家と結ばれ、その遠祖になったと言われている。
『終わらざりし物語』に記載されている、ドル・アムロスの大公家についての代替案では、彼らは第二紀のヌーメノールの崩壊以前からベルファラスの地を支配してきたヌーメノールの節士派の家系とされている。この家系はヌーメノールのアンドゥーニエ領主家とは血縁で、つまりエレンディルの親戚であり、同じくエルロス王家から分かれた末裔である。ヌーメノールの崩壊後、彼らはエレンディルにより「ベルファラスの大公」に封ぜられた。『終わらざりし物語』にはゴンドールのオンドヘル王のもとで馬車族と戦った「ドル・アムロスのアドラヒル」が登場する記述が収録されているが、これは第三紀1981年にアムロスが消息を絶つより前の出来事である。
| 状況                           | ゴンドール                                             | ローハン                                               |
| ------------------------------ | ------------------------------------------------------ | ------------------------------------------------------ |
| 侵入者に対する指揮官の振る舞い | 丁重、洗練され文明的（執政デネソールの息子ファラミル） | 感情的で挑戦的（セーオデン王の甥エーオメル）           |
| 支配者の宮殿                   | 大きく厳粛でモノクローム的（ミナス・ティリスの広間）   | 簡素、いきいきとして多彩（メドゥセルドのミードホール） |
| 国家                           | 「ある種ローマ的」、繊細、利己的、老獪                 | アングロ・サクソン的で活気がある                       |

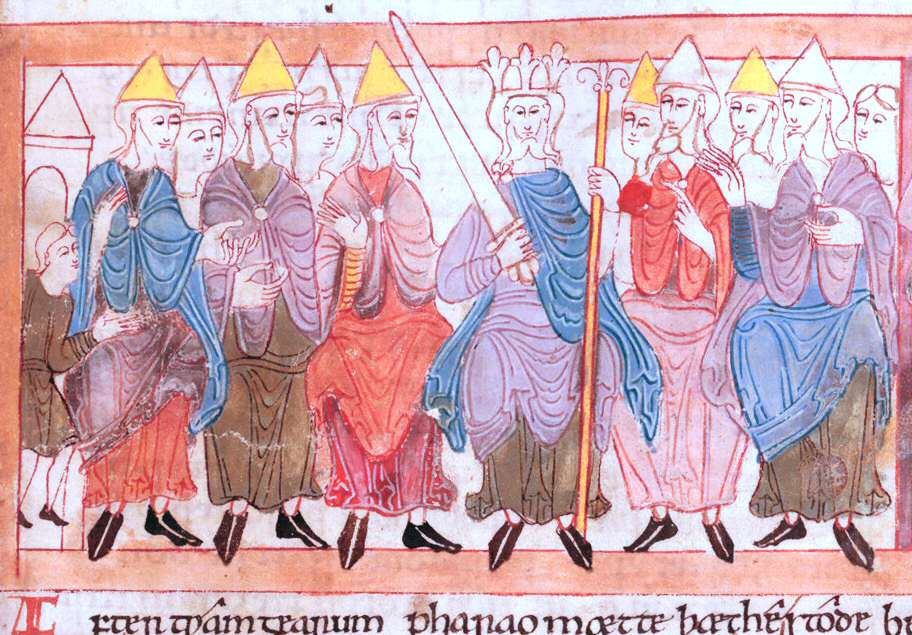
力強く色鮮やかなローハンは、「トールキンがもっともよく知る」アングロ・サクソン人（画像は11世紀の絵）をモデルとする。評論家は、ローハンを荘重だが色味に欠けるゴンドールと比較する。

評論家のトム・シッピーは、ゴンドールとローハンの人物のキャラクター性を比較している。彼によれば、『指輪物語』作中では、エーオメルと騎士たちがローハン領内でアラゴルンの一行に出会う場面とファラミルと兵士たちがイシリエンのヘンネス・アンヌーンにフロドとサムを連行する場面のように、両国の人間はしばしば対照的なふるまいを見せる。エーオメルは「感情的かつ挑戦的」にふるまうが、ファラミルのふるまいは丁重で洗練され文明的で、ゴンドールの人々の自負心やローハンと比較した文化的な高尚さを示している。同様に、シッピーはローハンの王宮メドゥセルドのミードホールとゴンドールのミナス・ティリスの大広間の比較も論じており、メドゥセルドは簡素であるが、タペストリーや色とりどりの敷石、風に髪をなびかせ角笛を吹き鳴らす騎士の鮮やかな絵によっていきいきとした雰囲気を与えているのに対し、デネソールの広間は大きく荘重だが、生気に欠け、色味はなく、石は冷たい。シッピーが論ずるところでは、ローハンは「トールキンがもっともよく知る」アングロ・サクソン的で活気にあふれているが、「ある種ローマ的」なゴンドールは繊細で利己的、老獪な国だという。
また、評論家ジェーン・チャンス・ニッチェは「善と悪のゲルマン的君主としてのセーオデン（Théoden）とデネソール（Denethor）」を比較し、両者の名前がほとんどアナグラムに近い点を指摘する。彼女は、両者がホビットの忠誠を得たときの極端な違いについて述べており、ゴンドールの執政デネソールは小さい人であるピピンを軽視し、形式ばった誓いで彼を束縛したが、ローハン王セーオデンはメリーに慈愛をもって接し、ゆえにホビットもそれに応えた、とする。
マイケル・N・スタントンは、ヌーメノールの歴史的伝承を分析し、エルフと西方人の末裔たちとの間には、血筋に限らず「道徳的高潔さやふるまいの気高さ」においても近しい親和性があり、しかし「時間の経過、忘却、そして少なからぬ部分はサウロンのたくらみ」によって、時代が下るにつれ次第に弱まっていった、としている。ゴンドールの人間とエルフとのあいだの文化的紐帯はいくらかの人物の名前にも反映されている。例えば、ドル・アムロスのフィンドゥイラスは第一紀のエルフの姫君と同じ名前を持つ。
レスリー・A・ドノヴァンは、A Companion to J. R. R. Tolkienにおいて、ゴンドールの攻防を『シルマリルの物語』におけるモルゴスに対するエルフと人間の同盟、あるいは両者の他の協力と比較し、いずれの例もそうした協同なしには成功しなかったこと、そうした成功もまた別の提携がもたらしたものであることを指摘する。つまり、ローハンによるゴンドールへの支援はアラゴルン、レゴラス、ギムリの3人共同の努力によって可能になり、さらに彼ら3人は死者の道でかつて誓言を破った山々の人間たちの協力を得るのである。

## 着想
独文学者サンドラ・バリフ・ストラウバールがThe J. R. R. Tolkien Encyclopediaで述べたところによれば、ゴンドールが現実世界にいかなるモデルを持っているかは読者の議論の対象になっている。彼女はゴンドールを建国したヌーメノーレアンが「海を渡って」やってきたことや、イムラヒル大公の「ぴかぴかに磨かれた籠手」が中世後期のプレートアーマーを思わせる点は、ノルマン人に相似するものだと指摘する。だがこの理論に対して彼女は、トールキン自身は読者にエジプトやビザンツ帝国を示唆していたことにも言及しており、トールキンがミナス・ティリスをフィレンツェと同緯度にあたるとしたことからしても、古代ローマこそが「もっとも際立った類似点」を持つと主張する。彼女は他にも、トロイアのアエネーアースとヌーメノールのエレンディルが同様に祖国の崩壊を逃れたこと、ロムルスとレムスの兄弟がローマを建国したのと同様にイシルドゥルとアナーリオンの兄弟が中つ国にゴンドールを建国したこと、そしてゴンドールとローマがともに「退廃と衰退」の数世紀を経験したこと、といった類似点を指摘している。
ファンタジーと児童文学の研究者ディミトラ・フィミは、ヌーメノーレアンの航海と北方のヴァイキングを比較して、The Lost Road and Other Writingsに収録されたトールキンの記述にある船葬墓はベーオウルフやスノッリのエッダのものと一致すると考え、「二つの塔」でのボロミアの船葬を特筆している。さらにフィミは、ワーグナーの『ニーベルングの指環』との関係を否定するトールキンの言明があるにもかかわらず、アラゴルンの戴冠式で「海鳥の翼に似せて」と表現されたゴンドールの王冠や未使用のカバー画に描かれた兜を、『ニーベルング』のロマンティックな「ワルキューレの頭飾り」と比較している。
| 状況                 | ゴンドール                                         | ビザンツ帝国                 |
| -------------------- | -------------------------------------------------- | ---------------------------- |
| 古代国家の名残       | エレンディルによるゴンドールとアルノールの統一王国 | ローマ帝国                   |
| より弱体な兄弟国     | 北方王国アルノール                                 | 西ローマ帝国                 |
| 東と南の強大な敵     | 東夷、ハラドリム、モルドール                       | ペルシア、アラブ人、トルコ人 |
| 東方からの最後の攻撃 | 生存                                               | 滅亡                         |

古典学者ミリアム・リブラン＝モレノは、トールキンはゴート族やランゴバルド人、ビザンツ帝国の相争った歴史を大いに参考にした、と書いている。そうした民族の歴史的な名前は、ヴァラカール王の妻であるヴィドゥマヴィ（ゴート語Vidumavi）のように、ゴンドールの歴史についての草稿や最終的な構想に用いられている。リブラン＝モレノの見方では、ビザンツ帝国とゴンドールは同じく古い国々（それぞれローマ帝国とエレンディルの統一王国）の名残であり、姉妹国家（それぞれ西ローマ帝国とアルノール）より強力であった。ビザンツ帝国はペルシア帝国、アラブ人やトルコ人のイスラム教軍、ゴンドールは東夷、ハラドリム、モルドールといったように、双方とも東と南に敵を抱えていた。そしてどちらの国も衰退し、東からの攻囲を受けることになるが、ミナス・ティリスは生き延びたのに対し、コンスタンティノープルは陥落した。1951年の手紙で、トールキンは「ビザンツ都市としてのミナス・ティリス」について書いている。

トールキンはC・S・ルイスとともにイングランドのマルバーン丘陵を訪れたことがあり、1952年にはマルバーンにあるジョージ・セイヤーの家で『ホビットの冒険』と『指輪物語』の抜粋を録音した。セイヤーによれば、トールキンは歩きながらマルバーン丘陵をゴンドールの白の山脈と比較し、自著の内容を追想したという。

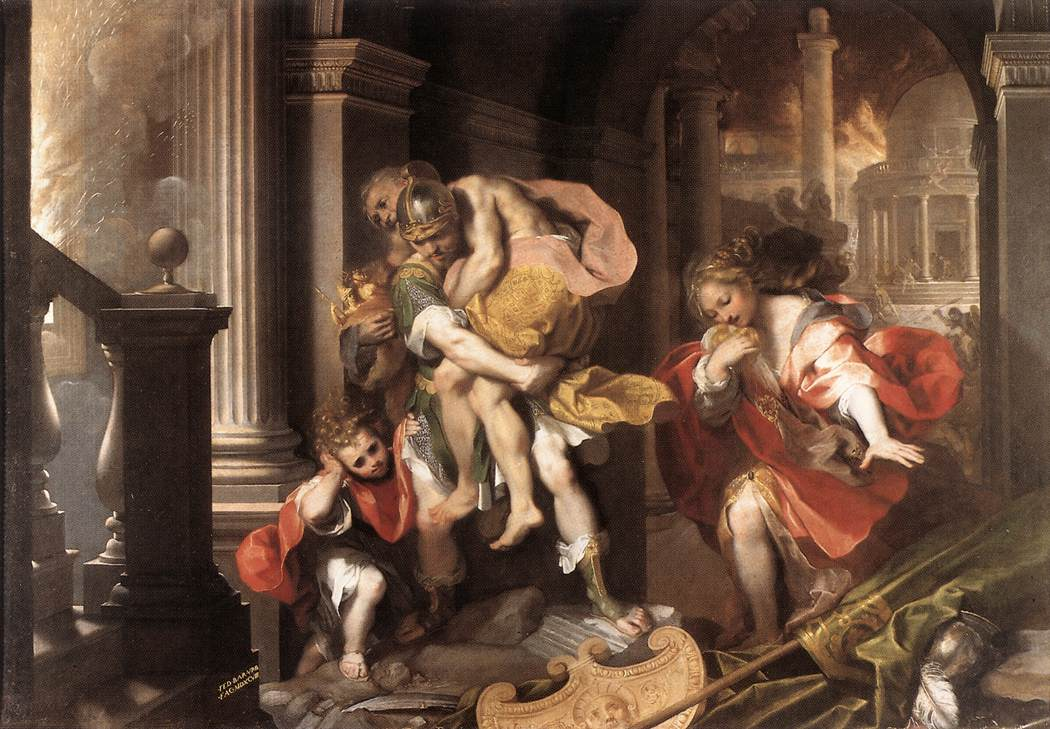
フェデリコ・バロッチ『トロイアから逃れるアエネアス』（1598年）。ストラウバールは、ローマ神話のアエネーアースはトロイアを脱出し、同様にエレンディルはヌーメノールから逃れたとする[21]。
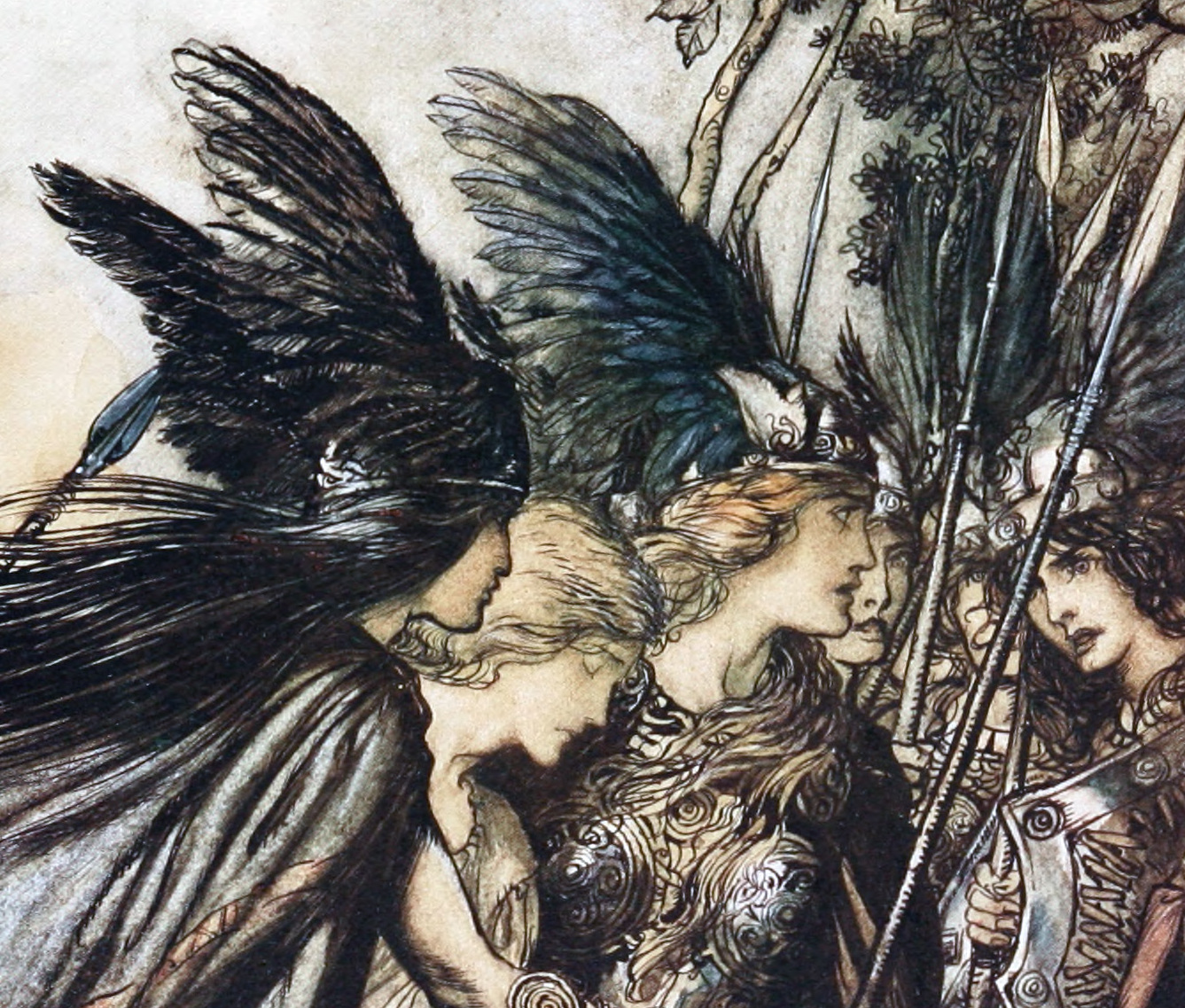
アーサー・ラッカム『ラインの黄金とワルキューレ』（1910年）。フィミはゴンドールの翼ある兜の王冠をロマンティックなワルキューレの頭飾りと比較している[29]。
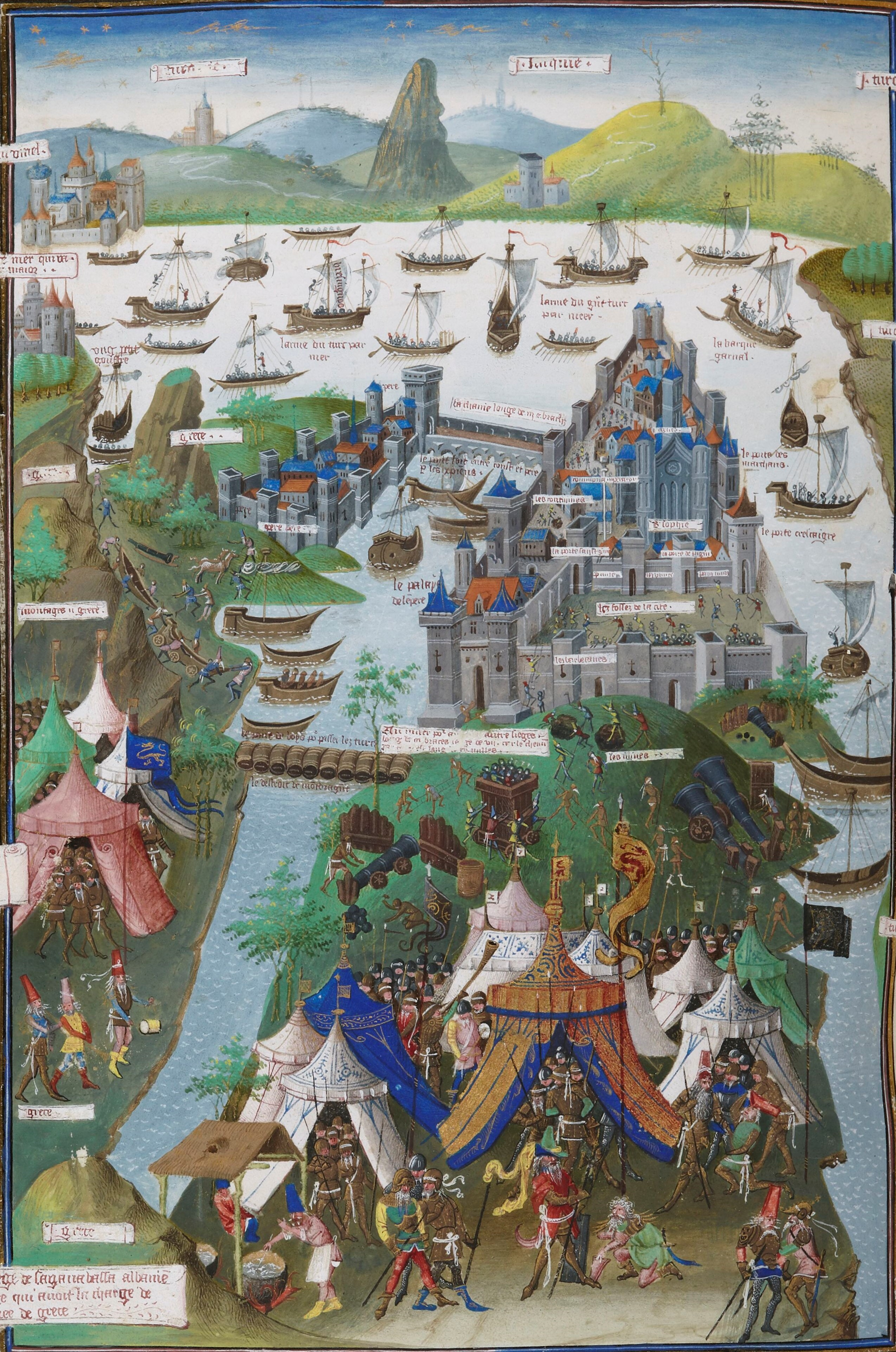
コンスタンティノープル。トールキンはミナス・ティリスを「ビザンツ都市」と呼んだ[31]。
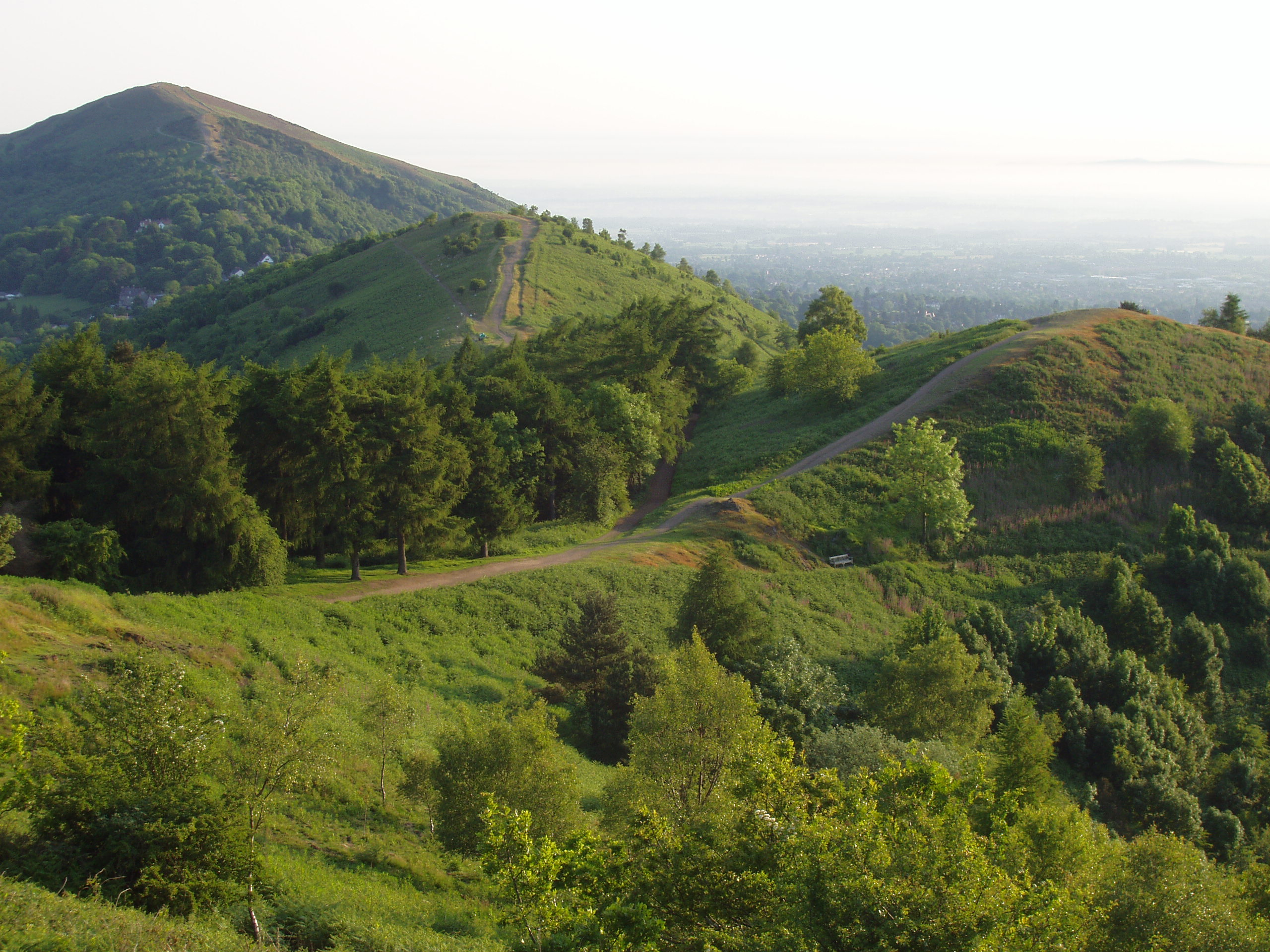
マルバーン丘陵は、トールキンが白の山脈を創るにあたっての着想元だったかもしれない[32]。
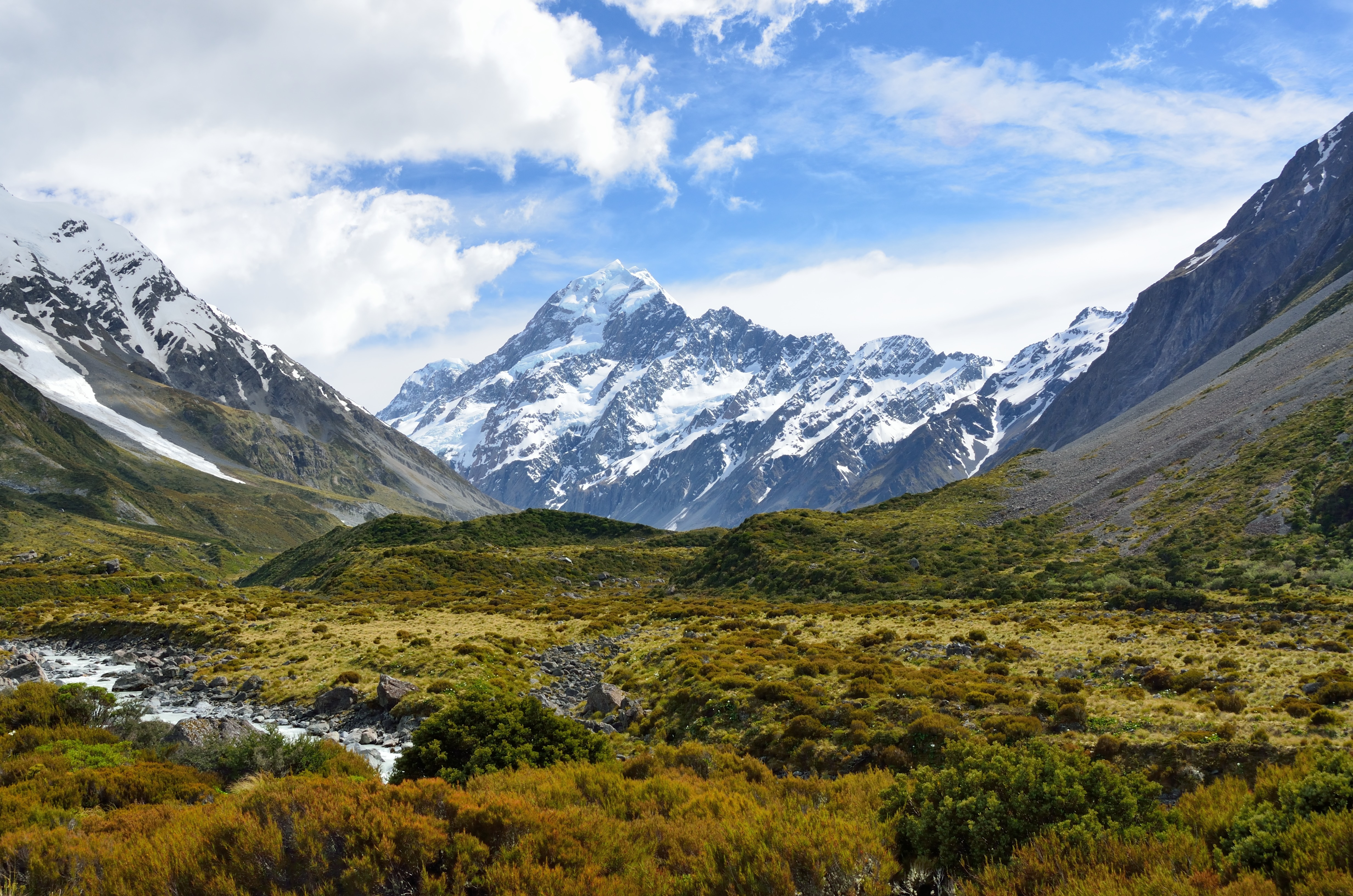
ピーター・ジャクソン監督の映画三部作で白の山脈として使用された、ニュージーランドの南アルプス山脈[35]。

## メディアミックス

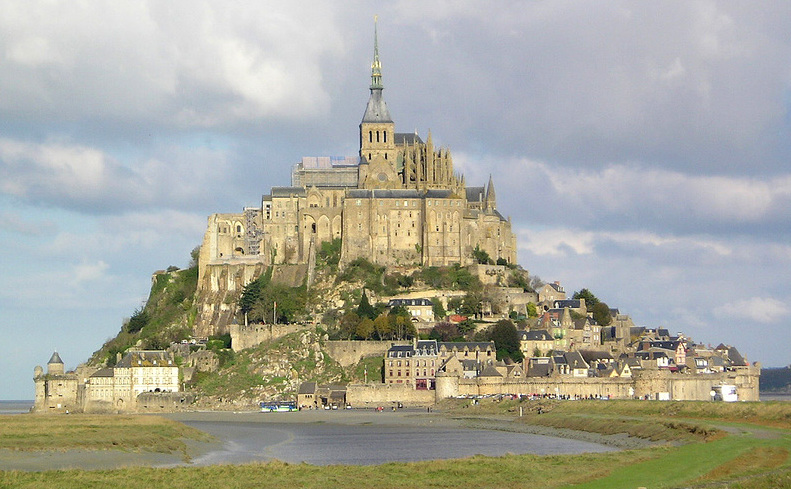
映画「ロード・オブ・ザ・リング」三部作におけるミナス・ティリスのモデルとなったモン・サン＝ミシェル。

### 映画
ピーター・ジャクソン監督による映画『ロード・オブ・ザ・リング』三部作中の描写では、ビザンツ帝国が参考にされた。制作チームはDVD収録のコメンタリーにおいて、ミナス・ティリスの建築にビザンティン様式のドームを導入し、国民にビザンツ的な服装をさせた決定について説明している。ただし、ミナス・ティリスの街の外観や構造については、フランスのモン・サン＝ミシェルを参考にしている。映画において、街に立ち並ぶ塔は画家アラン・リーによってデザインされ、トレビュシェットが備えられた。また、第一層は黒く、土地そのものが崩れない限り破壊されない、という原作におけるミナス・ティリスの城壁の描写とは反対に、映画では壁は白く、サウロンの軍勢によって比較的簡単に破壊されている。映画評論家ロジャー・イーバートは、映画におけるミナス・ティリスを「目覚しい業績」と評し、『オズの魔法使』のエメラルド・シティと並び称するとともにデジタルと現実を融合させた制作陣の能力を称賛した。

### ゲーム
ピーター・ジャクソン監督の映画三部作に基づいた2003年のビデオゲーム『ロード・オブ・ザ・リング/王の帰還』のような『指輪物語』のゲーム化作品には、ミナス・ティリスが舞台として登場する。
ゴンドールのそのほかの土地についても、1982年のロールプレイングゲーム『指輪物語ロールプレイング』とその拡張版に登場する。

### 絵画
クリストファー・タトヒルはA companion to J.R.R. Tolkienにおいて、アラン・リー、ジョン・ハウ（ともにピーター・ジャクソン監督の三部作でコンセプチュアルデザインを担当）、ジェフ・マーレイ、テッド・ネイスミスといった有名なトールキン画家の作品を論評した。タトヒルは、中つ国は「その世界の中で働いてきた多くの二次作家を抜きにしては」「想像し難い」とし、トールキンがかつて「愚かしく病的」と呼んだ同時代の多くのファンタジー芸術に見られる「恐るべき影響」は、そうした作家の作品の中には「明らかにどこにもない」と述べている。タトヒルが言うには、もっとも「完全に描かれ、かつ写実的な」絵はネイスミスによる「ミナス・ティリスへのガンダルフの騎行（Gandalf Rides to Minas Tirith）」で、「完全に説得力ある都市」を背景に、夜明けの光のなか馬を駆る魔法使の姿を荘厳に描いている。彼はネイスミスが建築レンダリングのスキルを用いて都市全体を詳細に描いていることに言及し、ゴンドールを古代エジプト文化に見立てた、といったようなトールキンの発言を研究したというネイスミスの言葉を引用する。また、タトヒルは同じ場面を描いたハウとマーレイの作品を比較する。ハウは街の一部しか見せていないが、馬の動きと騎手のローブとを鮮やかに切り取り、白い馬と黒っぽい岩が織りなす光輝と陰翳の相互作用を強く示している。白い都市と頭上の暗い雲の対比も同様だが、こちらでは「平らで太い線と深青の色調」が用いられ、都市はフォーヴィスム的な、すべての尖塔に三角旗がたなびく伝統的なおとぎ話の城により近いかたちで描かれている。リーはかわりにミナス・ティリスの市中の風景を選び、「同じように輝く数々の尖塔と白い石」を見せはするものの、ガンダルフとその馬ではなく城塞の近衛兵が前景に立っている。彼の絵は、後期ロマネスク様式あるいは前期ゴシック建築の詳細さと遠近法に細心の注意が払われており、「いかに大規模な都市であるか」を感じさせる。

## 文化的影響
1972年、アメリカ合衆国のバッキンディ山西部地域を旅した訪問者がカスケード山脈の峰々に『指輪物語』からとって名前をつけたが、つけられた名前のうちには「ドル・アムロス」も含まれている。